# Nina Ouraltseva
Nina Nikolaïevna Ouraltseva (née en 1934, russe : Нина Николаевна Уральцева) est une mathématicienne soviétique puis russe, professeure de mathématiques et chef du département de physique mathématique de l'université d'État de Saint-Pétersbourg. Sa spécialité est l'étude des équations aux dérivées partielles non linéaires.  

## Formation et carrière
Nina Ouraltseva naît à Leningrad le 24 mai 1934 et est diplômée en physique de l'université d'État de Saint-Pétersbourg (alors connue sous le nom d'université d'État de Leningrad) en 1956. Elle obtient son doctorat de mathématiques en 1960 de la même université, sous la supervision d'Olga Ladyjenskaïa, et son doctorat ès sciences (l'équivalent soviétique d'une habilitation) en 1964. Elle rejoint la faculté de mathématiques de l'université d'État de Leningrad en 1959, et est promue professeure en 1968 et chef de département en 1974. Elle est rédactrice en chef des Actes de la Société mathématique de Saint-Pétersbourg

## Prix et distinctions
Les recherches de Nina Ouraltseva sur le dix-neuvième problème de Hilbert (en) et le vingtième problème de Hilbert (en) lui permettent d'obtenir, en 1967, la médaille Tchebychev en or de l'Académie des sciences de l'URSS et en 1969 le prix d'État d'URSS. Elle est conférencière aux Congrès internationaux des mathématiciens de 1970 à Nice, avec une conférence intitulée « On the non uniformly quasilinear elliptic equations » et de 1986 à Berkeley, avec une conférence intitulée « Estimates of derivatives of solutions of elliptic and parabolic equations ». 
Une journée d'étude sur les équations aux dérivées partielles est organisée en juin 2005 en l'honneur de son 70e anniversaire à l'Institut royal de technologie de Stockholm, qui lui décerne, en 2006, un doctorat honoris causa. Pour son 75e anniversaire, un livre sur les équations aux dérivées partielles et un numéro spécial de la revue Problemy Matematicheskogo Analiza lui sont dédiés,.
En 2006, elle est lauréate d'un prix de recherche Humboldt.

## Publications
- N. N. Uraltseva, Olga Ladyjenskaïa, Société mathématique de Saint-Pétersbourg, American Mathematical Society, Anatoli Vershik, Proceedings of the St. Petersburg Mathematical Society (Leningradskoe matematicheskol obshchestvo), AMS Bookstore, 1999 (ISBN 0-8218-1390-0).
- avec Olga Ladyjenskaïa, Linear and quasilinear equations of elliptic type, Academic Press 1968 (édition originale russe en 1964).
- avec Olga Ladyjenskaïa et Vsevolod A. Solonnikov, Linear and quasilinear equations of parabolic type, American Mathematical Society 1968.
- (dir.) Nonlinear evolution equations, American Mathematical Society 1995.
- avec M. Birman (dir.): Nonlinear equations and spectral theory, American Mathematical Society 2007.